# Samhain (zespół muzyczny)
Samhain – amerykański zespół muzyczny wykonujący heavy metal, powstał w 1983 roku z inicjatywy wokalisty i multiinstrumentalisty Glenna Danziga po odejściu z grupy The Misfits. Pierwszy skład utworzyli ponadto gitarzysta Brian Baker, basista Eerie Von oraz perkusista Steve Zing. Grupa zadebiutowała w 1984 roku albumem Initium, który trafił do sprzedaży nakładem oficyny Plan 9 Records. 
Wcześniej, skład opuścił Baker, którego na krótko zastąpił Lyle Preslar. Następnie gitarzystą został Pete "Damien" Marshall. W odnowionym składzie formacja nagrała wydany w 1985 roku minialbum pt. Unholy Passion. Był to ostatni materiał nagrany z Vonem w składzie w którego miejsce zespół przyjął Londona Maya. W 1986 roku ukazał się drugi album studyjny grupy pt. November-Coming-Fire. Wkrótce potem Marshalla zastąpił John Christ. Rok później zespół został rozwiązany, natomiast jego członkowie: Glenn Danzig, John Christ i Eerie Von utworzyli nowy zespół pod nazwą Danzig.
W trzy lata po rozwiązaniu grupy do sprzedaży trafił trzeci album Samhain pt. Final Descent na którym znalazły się wcześniej niepublikowane nagrania. W latach późniejszych zespół czterokrotnie wznawiał działalność na rzecz jednorazowych występów scenicznych.

## Muzycy
| Ostatni skład zespołu - Glenn Danzig – wokal, gitara, instrumenty klawiszowe, perkusja (1983-1987, 1999, 2011, 2012, 2014) - Steve Zing – perkusja, gitara basowa (1983-1985, 1999, 2011, 2012, 2014) - London May – perkusja, gitara basowa (1985-1987, 1999, 2011, 2012, 2014) |  | Byli członkowie zespołu - Brian Baker – gitara (1983) - Lyle Preslar – gitara (1984) - Eerie Von – perkusja, gitara basowa (1983-1987) - Pete "Damien" Marshall – gitara (1984-1986) - John Christ – gitara (1987) |  | Muzycy koncertowi - Todd Youth – gitara (1999) - Tommy Victor – gitara (2011, 2012, 2014) - Peter Adams – gitara (2014) |

## Dyskografia
- Initium (1984)[3]
- Unholy Passion EP (1985)[4]
- November-Coming-Fire (1986)[5]
- Final Descent (1990)[7]
- Box Set (2000)
- Samhain Live '85-'86 (2001)